# Shaftesbury (Nouvelle-Zélande)
Pour les articles homonymes, voir Shaftesbury.
Shaftesbury est un village de Nouvelle-Zélande dans le Waikato.

## Géographie
Shaftesbury est situé entre le fleuve Waihou et la rivière Mangamaire à environ 2 km au nord-est de Manawaru (en). 

## Histoire
William Herries y avait une propriété.